# Senzori
Senzor (njem. Sensor, engl. sensor, prema lat. sensus: osjećanje; osjećaj; osjetilo), pretvornik ili mjerno osjetilo je dio mjernoga sustava koji je u izravnom dodiru s mjerenom veličinom i daje izlazni signal ovisan o njezinu iznosu. Zbog prevladavajuće primjene električnih i elektroničkih sustava, većina mjernih osjetila pretvara mjerenu veličinu u električki mjerljiv signal. Tako se na primjer mehaničko titranje membrane koja čini jednu ploču električnoga kondenzatora u kondenzatorskome mikrofonu, uzrokovano zvučnim valovima, pretvara u promjenu električnoga kapaciteta. Senzor dakle mjeri fizikalnu veličinu (na primjer temperaturu, vlažnosti zraka, tlaka, broj okretaja motora) i pretvara ju u signal pogodan za daljnju obradu (najčešće u električni signal).

## Podjela
Mjerna osjetila mogu se razlikovati na temelju više kriterija:

### Podjela prema mjerenoj veličini
Prema mjerenoj veličini mogu biti: 
- mehanička,
- toplinska,
- radijacijska,
- magnetska,
- kemijska,
- biološka mjerna osjetila.

### Podjela prema načinu pretvorbe
Prema načinu pretvorbe mogu biti:
- piezoelektrični,
- fotoelektrični,
- termoelektrični.

### Podjela prema području primjene
Prema području primjene mogu biti:
- medicina,
- kućanstvo,
- svemirska istraživanja, i tako dalje.

### Podjela prema materijalu
Prema materijalu mogu biti:
- vodič,
- poluvodič,
- optičko vlakno.

### Podjela prema tehnologiji izrade
Prema tehnologiji izrade mogu biti:
- mikroelektromehanička tehnologija,
- nanotehnologija.

### Podjela prema aktivnosti i pasivnosti
Mjerna osjetila s električki mjerljivim izlaznim signalom mogu biti aktivna i pasivna: 
- aktivno mjerno osjetilo pod utjecajem mjerene veličine stvara (generira) električni signal (na primjer fotonaponske ćelije izravno pretvaraju svjetlost u električni napon),
- a u pasivnome mjernom osjetilu mjerena veličina kvantitativno mijenja neko njegovo električno svojstvo (na primjer promjena otpora fotootpornika pod utjecajem svjetlosti).

### Podjela prema načinu rada
Senzori se prema načinu rada dijele na: 
- kontaktne: moraju biti u dodiru s predmetom mjerenja (na primjer termometar, turbinski mjerač protoka),
- beskontaktne: nisu u dodiru s predmetom mjerenja (radar, GPS).

### Podjela prema složenosti
Senzori prema složenosti mogu biti: 
- samostalne jedinice: izlaz to jest očitanje je moguće odmah koristiti (na primjer termometar),
- nesamostalne( dio složenije cjeline): izlaz senzora treba prilagoditi prije upotrebe (na primjer optički senzor, mikrofon).

### Podjela prema vrsti izlaznog signala
Senzori prema vrsti izlaznog signala mogu biti: 
- električni signal (struja ili napon):  
  - binarni signal: postoje samo dva stanja,
  - pulsni izlaz: nekontinuirani izlaz, postoji gradacija u izlaznom signalu,
  - analogni izlaz bez pojačala,
  - analogni izlaz s pojačalom,
- neelektrični signal: tlak zraka, svjetljivost i slično.

### Podjela senzora prema načinu prikaza signala
Prema načinu prikaza signala senzori mogu biti:
- binarni senzori: pretvaraju mjerenu fizikalnu veličinu u binarni signal (senzor blizine, senzor pritiska, senzor temperature)
- analogni senzori: pretvaraju fizikalnu veličinu u analogni signal (obično električnu veličinu kao senzor udaljenosti, senzor sile, akustički senzor.

## Primjena senzorike u postrojenjima
Za pojam senzorike možemo reći da se konstantno pojavljuje u klasičnoj primjeni u zadnjih pet godina. Automatizacijom proizvodnje čija se raširenost svakog dana sve više proširuje došli smo do spoznaje da je usporedni razvoj senzorike neophodan. Kao glavni primjer upotrebe senzorike možemo navesti upotrebu senzora na tvorničkim trakama u velikim, ali i malim postrojenjima. Senzori su najčešće postavljeni kako bi nadzirali, odnosno registrirali protok pogonske trake, kao i mnogobrojne čimbenike proizvodnje. U ovakvom primjeru proizvodnje susrećemo se s raznim vrstama senzora.

### Vrste senzora po tipu primjene
Jedna od najprimjenjenijih vrsta senzora su senzori pokreta. Oni registriraju pomak izratka koji se kreće po tvorničkoj traci. Kada izradak dođe do mjesta koje je označeno senzorskom zrakom, izradak je prekida i time omogućuje senzoru da registrira pokret, te tu informaciju šalje do glavnog računala koje prati proces proizvodnje. Također u nekim postrojenjima klimatski uvjeti igraju veliku ulogu, pogotovo ako se radi o, recimo proizvodnji hrane. U takvim postrojenjima koristimo senzore temperature koji reguliraju protok zraka te njegovo zagrijavanje odnosno hlađenje, tako da registriraju temperaturu i u skladu sa zahtjevima proizvodnje šalju signal glavnom računalu koje regulira protok hlađenja/zagrijavanja.

## Poveznice
- Senzor blizine